# Isabel Cristina de Brunsvique-Volfembutel-Bevern
Isabel Cristina de Brunsvique-Volfembutel-Bevern (em alemão:  Elisabeth Christine von Braunschweig-Wolfenbüttel-Bevern; 8 de novembro de 1715 — 13 de janeiro de 1797) foi duquesa de Brunsvique-Volfembutel por nascimento e rainha da Prússia como esposa de Frederico, o Grande.

## Família
Isabel Cristina foi a terceira filha do duque Fernando Alberto II, Duque de Brunsvique-Volfembutel e da princesa Antonieta Amália de Brunsvique-Volfembutel. Entre os seus irmãos estavam o duque Antônio Ulrico de Brunsvique-Volfembutel, pai do czar Ivan VI da Rússia e a princesa Juliana Maria de Brunsvique-Volfembutel, esposa do rei Frederico V da Dinamarca. Os seus avós paternos eram o duque Fernando Alberto I, Duque de Brunsvique-Luneburgo e a condessa Cristina de Hesse-Eschwege. Os seus avós maternos eram o príncipe Luís Rudolfo, Duque de Brunsvique-Luneburgo e a princesa Cristina Luísa de Oettingen-Oettingen.

## Casamento

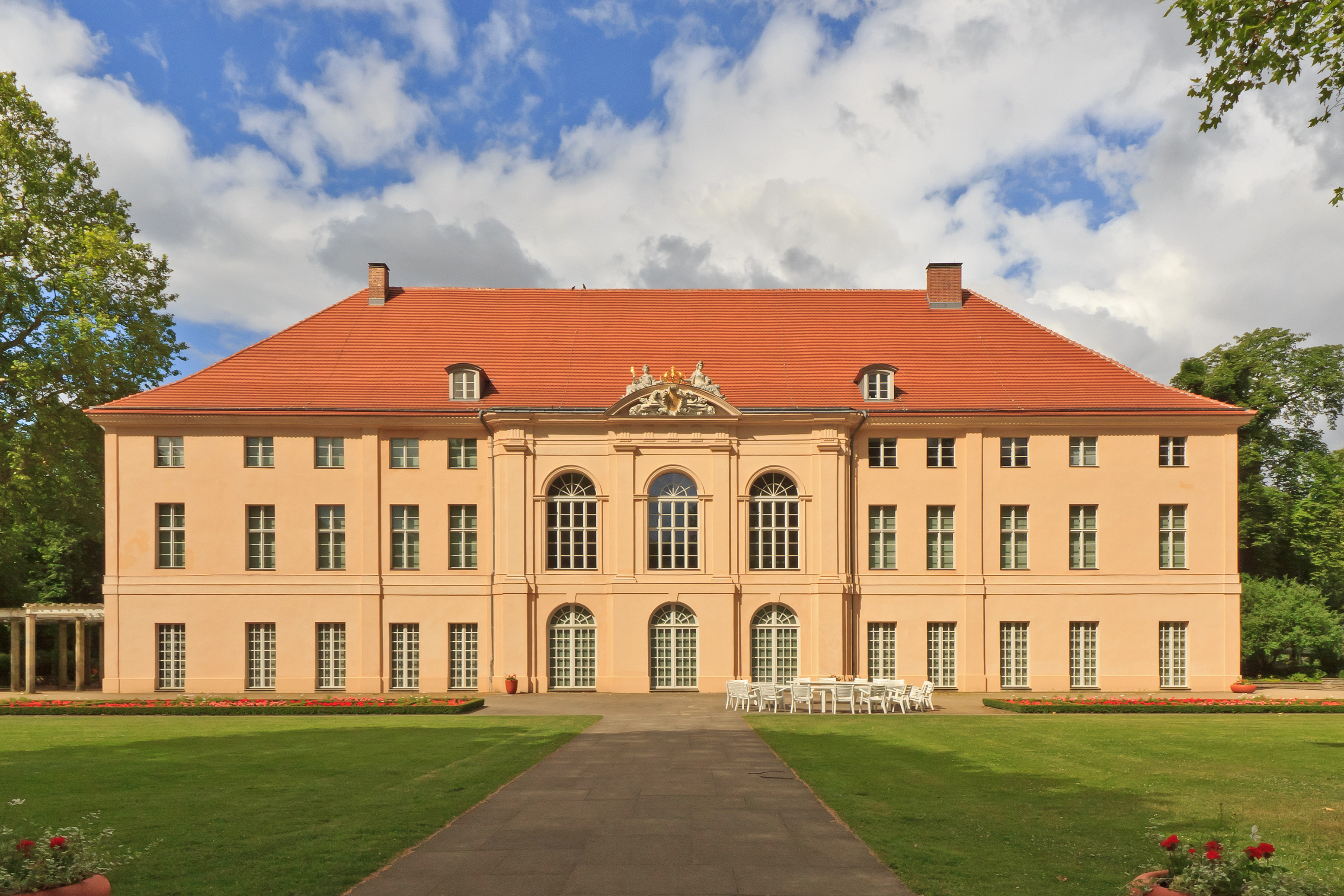
Palácio de Schönhausen ao norte de Berlin

Em 1733, quando o príncipe-herdeiro Frederico da Prússia não conseguiu fugir do regime tirânico do pai, foi forçado a escolher uma das filhas do duque de Brunsvique-Luneburgo para se casar. A escolha recaiu sobre Isabel Cristina, sobrinha do imperador Carlos VI. O casamento foi arranjado pela corte austríaca com a esperança de garantir a sua influência sobre a Prússia por outra geração. Deve-se mencionar que Frederico é amplamente considerado homossexual, não tendo demonstrado interesse sexual ou mesmo platônico por mulheres; a única mulher que ele considerava uma amiga íntima era sua irmã mais velha, Guilhermina 

## Vida na Prússia

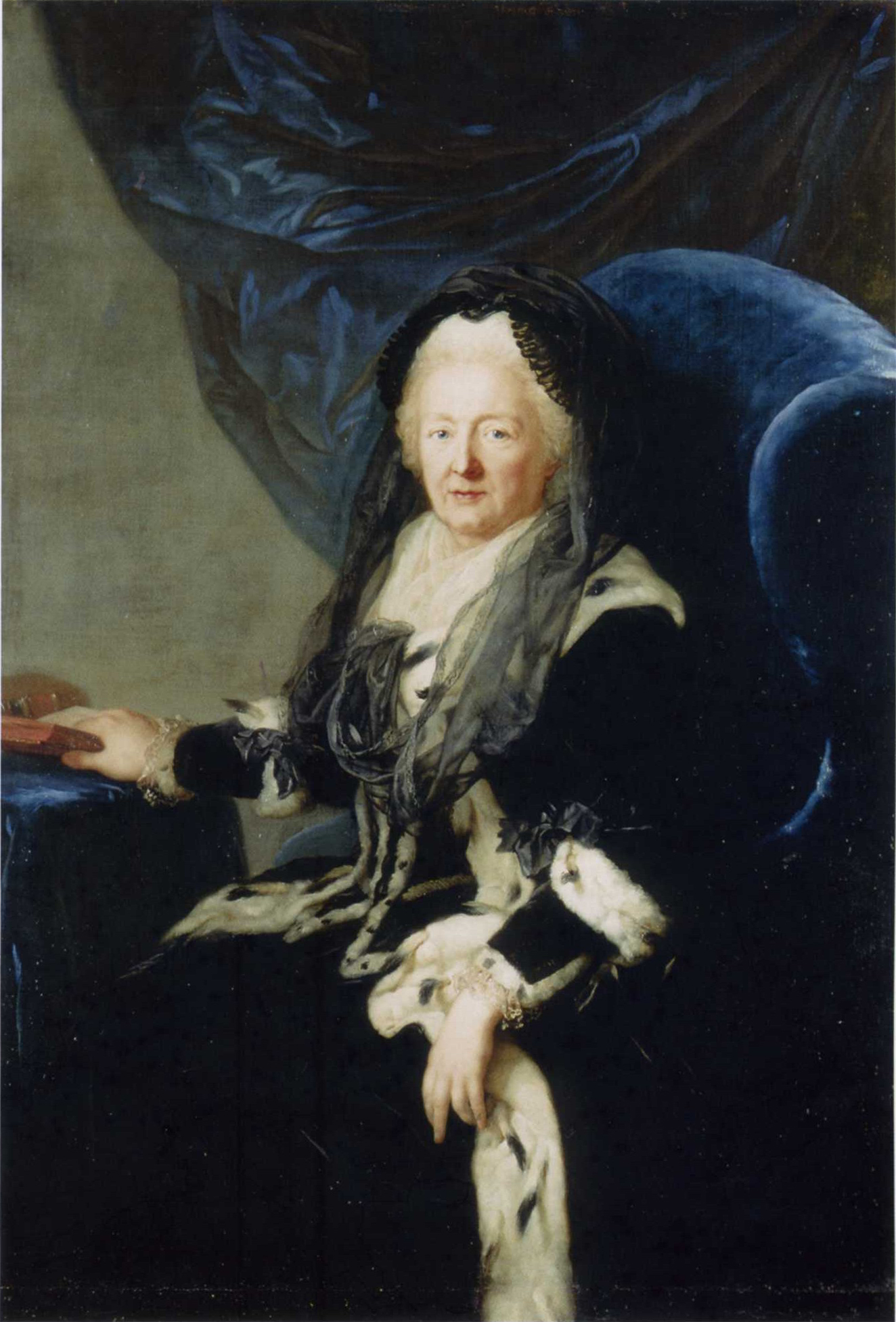
Isabel Cristina em roupas de viuvez
Por Anton Graff, 1789
Schloss Schönhausen

No dia 12 de junho de 1733, Isabel casou-se com o príncipe herdeiro Frederico da Prússia no palácio de verão do seu pai, Schloss Salzdahlum, mudando-se depois com o seu marido primeiro para Neu-Ruppin e depois para o palácio de Rheinsberg. Diz-se que antes do casamento se encenou uma peça e o melhor flautista dos três que entravam na peça teria como prémio a mão de Isabel. Frederico foi o vencedor.
Devido às circunstâncias que tinham levado ao noivado, todos sabiam que Frederico ressentiu o casamento desde o princípio. Frederico ignorava quase completamente Isabel e do casamento não nasceram filhos. Em 1740, o pai de Frederico morreu e este subiu ao trono da Prússia iniciando imediatamente a sua separação da esposa. Isabel passou a viver separada dele, passando a residir no Palácio de Schönhausen a norte de Berlim. Durante toda a sua vida, Frederico nunca tinha demonstrado qualquer interesse por mulheres e não tinha qualquer caso amoroso com nenhuma além da sua esposa, já que estas quase não existiam na sua corte espartana onde não tinham qualquer influência.
Frederico nunca visitava a sua esposa nem a convidava a visitá-lo. O casal apenas se encontrava em reuniões de família. Entre 1757-58 e novamente entre 1760-63, durante a Guerra dos Sete Anos, Isabel foi forçada a fugir de casa e a mudar-se para Magdeburg. Quando o seu marido a voltou a ver pela primeira vez em seis anos, em 1763, o seu único comentário foi: "A Madame ficou gorda."
Isabel gostava de literatura e escrevia livros em francês sobre valores morais. Foi ela que introduziu a plantação de seda na Prússia.